# Tobias von Dempter
Tobias von Dempter, genannt Dembter oder Deventer (* 15. Juni 1583 in Hildesheim; † 24. März 1657 in Hameln), war von 1629 bis 1644 Bürgermeister der Stadt Hameln.

## Leben

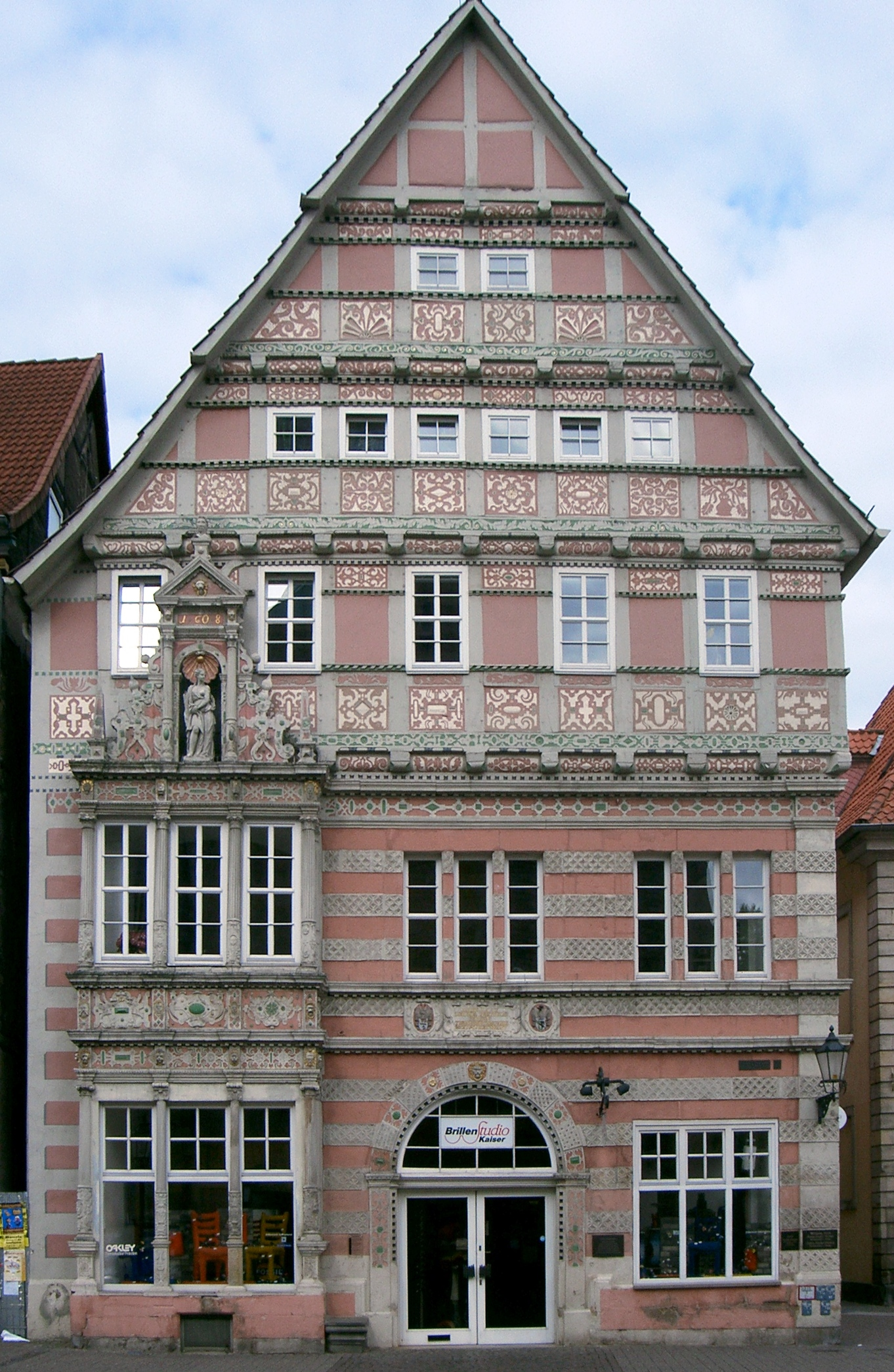
Dempterhaus

Die Patrizierfamilie von Deventer geht auf den Kartografen Jacob Roelofs zurück, der sich nach der Stadt seines Wirkens benannte, aus der er 1572 nach Köln flüchten musste. Der 1583 geborene Tobias war der jüngste Sohn des ebenfalls vor der Schreckensherrschaft des seinerzeitigen spanischen Statthalters der Niederlande, Herzog von Alba, aus Deventer nach Hildesheim geflüchteten Kaufmanns Henrich von Deventer und seiner aus Enschede stammenden Ehefrau Adelheid Töteling. Nach dem frühen Tod der Mutter schickte ihn sein Vater 1592 zur Unterrichtung zu dem in Hameln wirkenden Superintendenten Reinfisch (Rijnfis), von dem er ein Jahr später zu einem Privatlehrer nach Hannover wechselte. Als kurz darauf auch sein Vater verstarb, begann er eine Schulausbildung am Gymnasium in Lemgo, das gerade seine bis dahin vom Landesherrn Graf Simon geförderte calvinistische Orientierung zugunsten einer vom Rat der Stadt Lemgo beschlossenen streng lutherischen Schulordnung aufgegeben hatte. Nach Abschluss der Schule nahm Tobias 1600 das Studium der Philosophie und der Rechtswissenschaften an der Universität Marburg auf, das er in Wittenberg und Leipzig fortsetzte.
Tobias von Dempter heiratete 1606 Anna Bock, die Tochter des Hamelner Superintendenten Magister Johannes Bock, und übernahm dessen Haus Am Markt 7, das er durch ein reich verziertes Fachwerkgeschoss und Dachgeschosse aufstockte und mit einer Renaissance-Fassade an der Stirnseite versah. Ebenso wie sein älterer Bruder Heinrich, der 1603 durch die Heirat mit Katharina Amelung bereits Aufnahme in die Hamelner Kaufmannschaft gefunden hatte, widmete sich Tobias dem Handel.

## Wirken
1612 wurde Tobias von Dempter in den Rat der Stadt Hameln aufgenommen, wo er mit seinem ehemaligen Schulfreund aus Lemgo, Gerhard Reiche, und seinem früheren Studienkollegen und späteren Syndikus Justus Kiepe zusammen wirkte. Während des Dreißigjährigen Krieges gelang diesen Männern 1625, mit General Tilly einen Kapitulationsvertrag auszuhandeln, der eine geordnete Übergabe der Stadt Hameln, die Maßnahmen der Besatzung, die Garantie der Religionsfreiheit sowie den Bestand der landesherrlichen Treue regeln sollte. Der Rat der Stadt Hameln musste wenig später zwar durch die Aufdeckung einer Verschwörung aus den eigenen Reihen die Besatzungsmacht verteidigen, konnte damit aber die Stadt vor einem völligen Ruin bewahren.

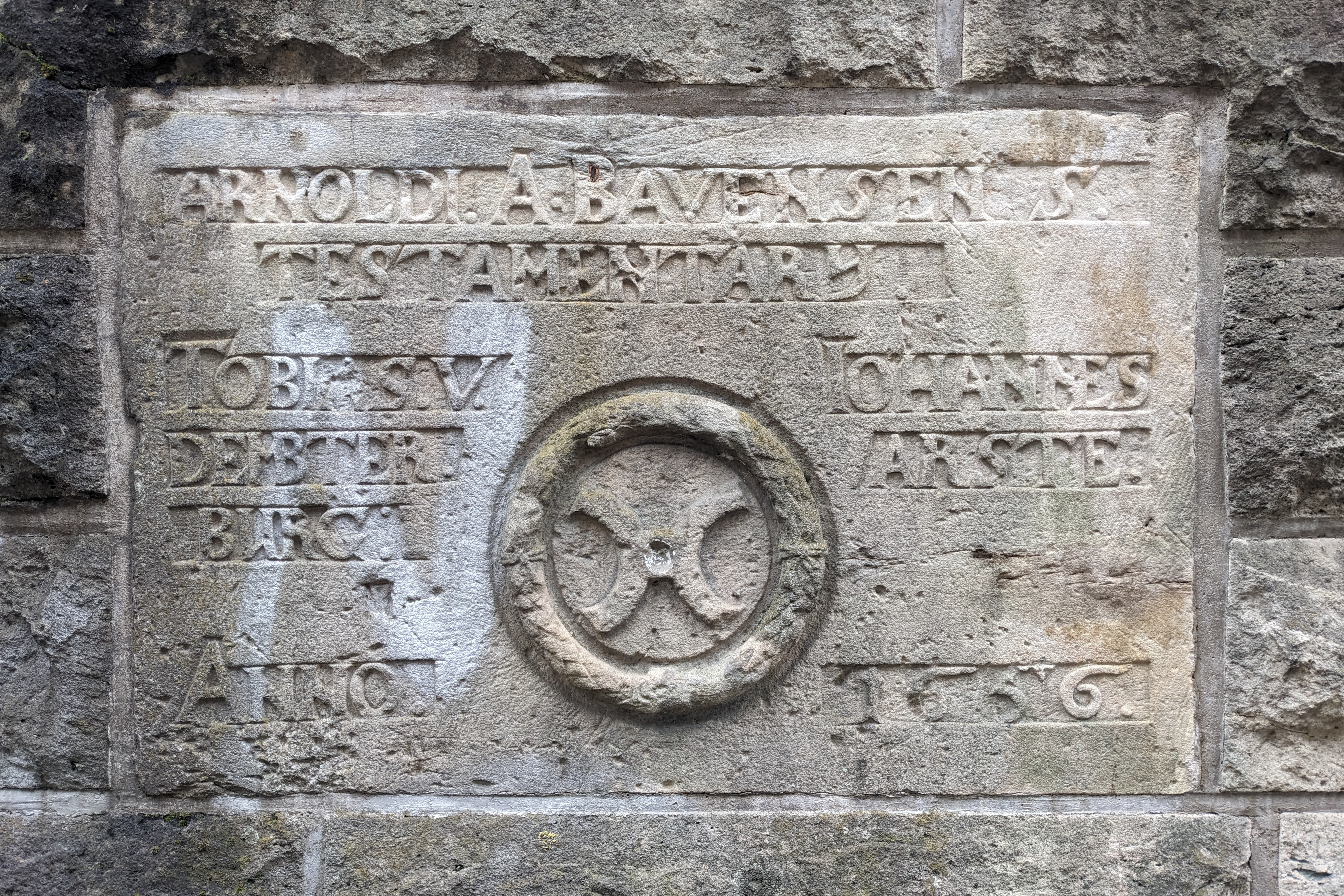
Gedenkstein für Arnold von Bavensen

1629 wurde Tobias von Dempter neben Gerhard Reiche Bürgermeister der Stadt Hameln. Er setzte sich besonders für den Ausbau der großen Durchgangsstraßen ein, wofür er Mittel einer Stiftung des früheren Kanonikers Arnold von Bavensen verwendete, zu dessen Ehren er 1656 einen Gedenkstein setzen ließ, auf dem er selbst als Testamentsvollstrecker bezeichnet wird. In seiner 15-jährigen Amtszeit errichtete er eine neue Schule und förderte die Marktkirche Sankt Nikolai, der er gemeinsam mit seiner Frau eine neue Orgel stiftete. Ferner wirkte er in Kommissionen des Herzogs Georg von Braunschweig-Lüneburg mit, der 1633 Hameln von der kaiserlichen Besatzung befreite.
Am 24. März 1657 starb Tobias von Dempter nach einer Erkältung und wurde am 9. April 1657 in der Marktkirche Sankt Nikolai beigesetzt. In Hameln ist eine Straße nach ihm benannt.